# 永恵翁主
永恵翁主（ヨンヘオンジュ、えいけいおうしゅ、영혜옹주、1859年 - 1872年7月4日）は、李氏朝鮮第25代国王哲宗と後宮・淑儀范氏の間に生まれた娘で、哲宗の子女の中で唯一10代まで生き残ったが、14歳（数え年）で子女無く死去し、哲宗の血筋は途絶えた。

## 人物
哲宗の子女のうち、永恵翁主以外は全て幼くして亡くなっている。1863年、哲宗が崩御した後は母親とともに宮殿の外で暮らした。当初、永淑翁主に封ぜられたが1866年、永恵翁主に改められた。1872年4月、朴泳孝と結婚したが、同年7月4日に亡くなった。

## 登場作品
- 『風と雲と雨』 韓国の歴史小説、それを原作とするテレビドラマ（1989年 KBS、2020年 朝鮮放送）。

| スタブアイコン | サブスタブ | この項目は、まだ閲覧者の調べものの参照としては役立たない、人物に関連した書きかけの項目です。この項目を加筆・訂正などしてくださる協力者を求めています（P:人物伝/PJ:人物伝）。 |